# Pedicia (Pedicia) kuwayamai
Pedicia (Pedicia) kuwayamai is een tweevleugelige uit de familie Pediciidae. De soort komt voor in het Palearctisch gebied.